# غیب‌الهی
غیب‌اللهی، روستایی از توابع بخش علامرودشت شهرستان لامرد در استان فارس ایران است.

## جمعیت
این روستا در دهستان علامرودشت قرار دارد و بر اساس سرشماری مرکز آمار ایران در سال ۱۳۸۵، جمعیت آن ۶۶۹ نفر (۱۲۴ خانوار) بوده‌است. همچنین بر اساس سرشماری مرکز آمار ایران در سال ۱۳۹۵، جمعیت این روستا ۸۶۵ نفر (۲۵۷ خانوار) بوده‌است.